# Niepołomice Pasternik
Niepołomice Pasternik – zlikwidowany kolejowy przystanek osobowy w Niepołomicach, w województwie małopolskim, w powiecie wielickim.